# 百済王敬福
百済王 敬福（くだらのこにきし きょうふく）は、奈良時代の公卿。摂津亮・百済王郎虞の三男。官位は従三位・刑部卿。
天平21年（749年）陸奥守在任時に陸奥国小田郡から黄金を献上したことで知られる。また橘奈良麻呂の乱や藤原仲麻呂の乱でも功績があった。

## 経歴
陸奥介を経て、天平11年（739年）従五位下に叙爵し、天平15年（743年）に陸奥守に昇進する。
当時、聖武天皇は東大寺大仏の建立を進めており鋳造まで終えていたが、巨大な仏像に鍍金するための黄金が不足し、遣唐使を派遣して調達することも検討されていた。全国にも黄金探索の指令が出されていたが、これまで日本では黄金を産出したことがなかった。天平18年（746年）4月に敬福は陸奥守を石川年足と交替して上総守に転任するが、9月には従五位上へと加叙を受けて陸奥守に再任されている。奇妙な人事だが、あるいはこの時に後述する黄金探索の手がかりがあった可能性もある。また当時、陸奥では緊急の事態に対応するために諸国から徴発した鎮兵を置いていたが、敬福は他国からの徴発を停止し、陸奥国内から兵士を徴発して鎮兵に加える対応を行っている。その後この対応は停止されたと見られるが、神護景雲2年（768年）になって他国出身の鎮兵に多数の逃亡者が発生すること、鎮兵の食料を前線に運搬するための負荷が大きいことを理由に、陸奥国内からの鎮兵徴発が復活している。
天平21年（749年）になって、敬福は朝廷に対して陸奥小田郡で産出した黄金900両を貢上した。聖武天皇は狂喜して東大寺大仏殿に行幸し、仏前に詔を捧げると共に、全国の神社に幣帛を奉じ、大赦を行っている。この功労により敬福は従五位上から従三位へ七階級特進し、産金に貢献した他田舎人部常世・小田根成も十階以上昇進して外従五位下に叙せられた。さらに、年号は天平から天平感宝、次いで天平勝宝と改められている。歌人・大伴家持は次のように黄金産出を寿ぐ。
すめろぎの 御世栄えんと 東なる みちのく山に 黄金花咲く
須賣呂伎能 御代佐可延牟等 阿頭麻奈流 美知（乃）久夜麻尓 金花佐久（『万葉集』）
確かな文献はないが、黄金を発見したのは敬福配下の百済系鉱山師ではないかとも言われている。日本最初の産金地である小田郡の金山は現在の宮城県遠田郡涌谷町一帯であり、同町黄金迫（こがねはざま）の黄金山神社は延喜式内社に比定される。現代の調査でも黄金山神社付近の土質は純度の高い良質の砂金が含まれているという。なお、この黄金献上もあって、敬福は聖武天皇から大変な寵遇を受け、多くの恩賞や賜り物を与えられたという。こののち、10年余に亘って年間900-1000両もの金が陸奥国司を介して朝廷に貢納されたと見られ、陸奥国から平城京に運ばれた計10446両もの金によって東大寺大仏が完成している。
孝謙朝に入り、天平勝宝2年（750年）宮内卿として京官に復す。時期を同じくして、河内国交野郡に百済寺を建立し、一族の本拠地を移したと考えられている。天平勝宝4年（752年）4月9日大仏開眼の法要が営まれ、5月26日には敬福は常陸守に任ぜられた。左大弁を経て、天平勝宝9歳（757年）には出雲守にも補せられているが、これらの地方官への任官は実際に任地に赴かない遙任と推測される。同年7月に橘奈良麻呂の乱が勃発すると、大宰帥・船王らと共に衛府の人々を率いて黄文王・道祖王・大伴古麻呂・小野東人ら反乱者の勾留警備および拷問の任に当たっている。
淳仁朝に入ると地方官を歴任し、天平宝字3年（759年）伊予守に任官し、天平宝字5年（761年）に新羅征伐の議が起こると敬福は南海道節度使に任命された。これは紀伊・阿波・讃岐・伊予・土佐・播磨・美作・備前・備中・備後・安芸・周防など12カ国の軍事権を掌握する役目である。天平宝字7年（763年）には讃岐守へ転任する。
天平宝字8年（764年）に藤原仲麻呂の乱が起きると、兵部卿・和気王と左兵衛督・山村王と共に敬福は外衛大将として、藤原仲麻呂の支持により即位していた淳仁天皇を幽閉する役目を引き受ける。結局、淳仁天皇は淡路国に配流となり、孝謙上皇が重祚した（称徳天皇）。天平神護元年（765年）称徳天皇の紀伊国行幸時には御後騎兵将軍として警護に当たり、その帰途天皇が河内国の弓削寺に行幸した際、敬福らは百済舞を奏している（この時の官職は刑部卿）。
天平神護2年（766年）6月28日薨去。享年69。最終官位は刑部卿従三位。

## 人物
細かいことに拘らず、勝手気ままに振る舞う性格で、非常に飲酒と色事を好んだ。一方で物わかりの良い性格で、政治の力量があった。時に官人や庶民が訪問して清貧のことを告げると、都度他人の物を借りて望外の物を与えた。このため、しばしば地方官を務めたが、家にゆとりの財産はなかったという。

## 官歴
注記のないものは『続日本紀』による。
- 天平10年（738年） 4月：見陸奥介[13]
- 時期不詳：正六位上
- 天平11年（739年） 4月17日：従五位下
- 天平15年（743年） 6月30日：陸奥守
- 天平18年（746年） 4月1日：上総守。9月14日：陸奥守。閏9月7日：従五位上
- 天平21年（749年） 4月1日：従三位（越階）
- 天平勝宝2年（750年） 5月14日：宮内卿
- 時期不詳：兼河内守
- 天平勝宝4年（752年） 5月26日：常陸守。10月5日：検習西海道兵使
- 時期不詳：左大弁
- 天平勝宝9歳（757年） 6月16日：出雲守
- 天平宝字3年（759年） 7月3日：伊予守
- 天平宝字5年（761年） 11月17日：南海道節度使
- 天平宝字7年（763年） 正月9日：讃岐守
- 天平宝字8年（764年） 10月9日：見外衛大将
- 天平神護元年（765年） 10月30日：見刑部卿
- 天平神護2年（766年） 6月28日：薨去（刑部卿従三位）

## 系譜
- 父：百済王郎虞[6]
- 母：不詳
- 生母不明の子女
  - 男子：百済王理伯（?-776）[14]
  - 男子：百済王武鏡[14]
  - 男子：百済王利善（?-784）[14]
  - 男子：百済王玄鏡[14]
  - 女子：百済王難波姫[14]